# Sergio Fabián Pezzotta
Sergio Fabián Pezzotta (Rosario, Santa Fe, 1967. november 28. –) argentin nemzetközi labdarúgó-játékvezető.

## Pályafutása

### Nemzeti játékvezetés
1999-ben lett az AFA League játékvezetője. Az aktív nemzeti játékvezetéstől 2012-ben vonult vissza.

#### Nemzeti kupamérkőzések
Vezetett Kupa-döntők száma: 1.

##### Argentin Liga-döntő
| Időpont            | Helyszín                      | Mérkőzés típusa | Mérkőzés                             | Eredmény |
| ------------------ | ----------------------------- | --------------- | ------------------------------------ | -------- |
| 2006. december 13. | Nemzeti Stadion, Buenos Aires | ligadöntő       | Boca Juniors–Estudiantes de La Plata | 1 : 2    |

### Nemzetközi játékvezetés
Az Argentin labdarúgó-szövetség Játékvezető Bizottsága (JB) terjesztette fel nemzetközi játékvezetőnek, a Nemzetközi Labdarúgó-szövetség (FIFA) 2000-től tartotta nyilván bírói keretében. Több nemzetek közötti válogatott és klubmérkőzést vezetett. FIFA/CONMEBOL  JB besorolás szerint elit kategóriás bíró. Az aktív nemzetközi játékvezetéstől 2012-ben a FIFA 45 éves korhatárát elérve búcsúzott.
Nemzetközi mérkőzéseinek száma: 100.

#### Világbajnokság
2008-ban a FIFA JB bejelentette, hogy a dél-afrikai rendezésű világbajnokság 54 lehetséges játékvezetőjének átmeneti listájára jelölte. Az első rostálást követő 38-as, szűkítette keretbe már nem szerepelt.
A világbajnoki döntőhöz vezető úton Dél-Afrikába a XIX., a 2010-es labdarúgó-világbajnokságra és Brazíliába a XX., a 2014-es labdarúgó-világbajnokságra a FIFA JB bíróként alkalmazta.

##### 2010-es labdarúgó-világbajnokság
| Időpont             | Helyszín                                  | Mérkőzés típusa        | Mérkőzés         | Eredmény | Nézők száma |
| ------------------- | ----------------------------------------- | ---------------------- | ---------------- | -------- | ----------- |
| 2007. november 18.  | Központi Stadion, Montevideo              | előselejtező (3. kör)  | Uruguay–Chile    | 2 : 2    | 35 000      |
| 2009. április 1.    | José Pinheiro Borba Stadion, Porto Alegre | előselejtező (12. kör) | Brazília–Peru    | 3 : 0    | 55 000      |
| 2009 június 6.      | Defensores del Chaco Stadion, Asunción    | előselejtező (13. kör) | Paraguay–Chile   | 0 : 2    | 34 000      |
| 2009. szeptember 5. | Atanasio Girardot Stadion, Medellín       | előselejtező (15. kör) | Kolumbia–Ecuador | 2 : 0    | 42 000      |

##### 2014-es labdarúgó-világbajnokság
| Időpont           | Helyszín                                             | Mérkőzés típusa           | Mérkőzés          | Eredmény | Nézők száma |
| ----------------- | ---------------------------------------------------- | ------------------------- | ----------------- | -------- | ----------- |
| 2011. október 7.  | Nemzeti Stadion, Lima                                | előselejtező (1. kör)     | Peru–Paraguay     | 2 : 0    | 39 600      |
| 2012. október 12. | Metropolitano Roberto Meléndez Stadion, Barranquilla | előselejtező (4. csoport) | Kolumbia–Paraguay | 2 : 0    | 45 000      |

#### Amerika Kupa
Venezuela a 42., a 2007-es Copa América, Argentína a 43., a 2011-es Copa América labdarúgó tornát rendezte, ahol a CONMEBOL JB bíróként foglalkoztatta.

##### 2007-es Copa América
| Időpont          | Helyszín                                     | Mérkőzés típusa           | Mérkőzés         | Eredmény | Nézők száma |
| ---------------- | -------------------------------------------- | ------------------------- | ---------------- | -------- | ----------- |
| 2007. június 27. | Polideportivo Cachamay Stadion, Puerto Ordaz | előselejtező (B. csoport) | Brazília–Mexikó  | 0 : 2    | 40 000      |
| 2007. július 4.  | Luis Ramos Stadion, Puerto la Cruz           | előselejtező (B. csoport) | Brazília–Ecuador | 1 : 0    | 38 000      |
| 2007. július 8.  | Városi Stadion, Maturín                      | egyik negyeddöntő         | Mexikó–Paraguay  | 6 : 0    | 52 000      |

##### 2011-es Copa América
| Időpont          | Helyszín                                             | Mérkőzés típusa           | Mérkőzés          | Eredmény |
| ---------------- | ---------------------------------------------------- | ------------------------- | ----------------- | -------- |
| 2011. július 3.  | Brigadier General Estanislao López Stadion, Santa Fe | előselejtező (B. csoport) | Paraguay–Ecuador  | 0 : 0    |
| 2011. július 8.  | Malvinas Argentinas Stadion, Mendoza                 | előselejtező (C. csoport) | Peru–Mexikó       | 1 : 0    |
| 2011. július 17. | Ciudad Stadion, La Plata                             | egyik negyeddöntő         | Brazília–Paraguay | 0 : 0    |

#### Nemzetközi kupamérkőzések
Vezetett Kupa-döntők száma: 2.

##### Recopa Sudamericana
| Időpont         | Helyszín                                  | Mérkőzés típusa     | Mérkőzés                                                  | Eredmény |
| --------------- | ----------------------------------------- | ------------------- | --------------------------------------------------------- | -------- |
| 2007. június 7. | José Pinheiro Borba Stadion, Porto Alegre | döntő első mérkőzés | Sport Club Internacional–Club de Futbol Pachuca (mexikói) | 4 : 0    |

##### Copa Libertadores
| Időpont          | Helyszín                                  | Mérkőzés típusa        | Mérkőzés          | Eredmény | Nézők száma |
| ---------------- | ----------------------------------------- | ---------------------- | ----------------- | -------- | ----------- |
| 2011. június 22. | Cicero Romeu de Toledo Stadion, São Paulo | döntő második mérkőzés | Santos FC–Peñarol | 2 : 1    | 67 428      |

## Szakmai sikerek
Az IFFHS (Nemzetközi Futballtörténészek- és Statisztikusok Szövetsége) 1987–2011 évadokról tartott nemzetközi szavazásán 151, játékvezető besorolásával minden idők 109, legjobb bírójának rangsorolta, holtversenyben  Ahmet Çakar, Pietro D'Elia, Arturo Daudén Ibáñez, Antonio Maruffo Mendoza, Alberto Tejada Noriega, Carlos Silva Valente társaságában.